# Jorge Andrés Martínez Boero
Jorge Andrés Martínez Boero, född 3 juli 1973 i San Carlos de Bolívar, provinsen Buenos Aires, död 1 januari 2012 i Mar del Plata, var en argentinsk motorcyklist. Martínez Boero körde Dakarrallyt första gången år 2011, och tvingades då bryta. I sitt andra försök, år 2012, kraschade han redan på den första etappen och drabbades av hjärtstillestånd. Han avled i helikoptern på väg till sjukhuset. Martínez Boero blev således den 25:e föraren i historien att förolyckas i samband med ett Dakarrally.